# Personne ne dort à Alexandrie
Personne ne dort à Alexandrie, (لا أحد ينام في الإسكندرية) est un roman de l'écrivain égyptien Ibrahim Abdel Meguid, sélectionné comme l'un des cent meilleurs romans arabes. Porté au petit écran sous forme de feuilleton, ce roman décrit en détail l'Alexandrie pendant la Seconde Guerre mondiale et ce à travers des personnages et des événements fictifs.

## Aperçu
Personne ne dort à Alexandrie (La Ahad yanam fil Iskandariya, Le Caire, Dâr al-Hilâl, 1996), roman, traduit de l'arabe par Soheir Fahmi, avec la collaboration de Pierre Chavot, Paris, Éditions Desclée de Brouwer, 20 août 2001  (ISBN 2220044319), 432 p.

« Magdeddine, homme de Dieu, et son épouse Zahra, victimes d'un passé qui les rattrape, sont contraints de quitter leur village et de gagner Alexandrie au moment même où, très loin de là, Hitler s'apprête à envahir la Pologne. D'abord étonnés par un monde qui leur échappe, ils finissent par nouer des amitiés solides et sont happés dans une ville bouillonnante, où les agitations de la vie quotidienne, le rythme des fêtes religieuses, les derniers spectacles en vogue étouffent la rumeur de l'Histoire. Magdeddine le musulman se lie d'amitié avec Damien, copte généreux et volubile. Les deux amis travaillent à la restauration des voies ferrées, puis doivent bientôt gagner le désert d'Al-Alamein, tandis que les raids italiens se succèdent dans le ciel d'Alexandrie, et que grondent au loin les canons de Rommel... Dans ce roman historique haletant, qui obtint en 1996 le prix du Salon du Livre du Caire, Ibrahim Abdel-Méguid fait se rencontrer de plein fouet la violence de la Seconde Guerre mondiale et la vie savoureuse et contrastée de l'Égypte. »

— (Quatrième de couverture.)